# 陈名豪
陈名豪（1943年—），德国华人企业家、侨领。浙江省鄞县姜山（今宁波市鄞州区姜山镇）人。

## 生平
陈家是德国最早的华人侨民，至今已有四代。陈纪林（陈名豪祖父）于20世纪初赴德国汉堡港，从水手船员做起。1929年，陈纪林在汉堡成立“水手馆”，并在上海成立了办事处。陈纪林于1933年回国，于1948年去世。
1925年，陈顺庆（陈名豪父亲）赴德国汉堡接受家族业务，从海员做起，并接管水手馆。第二次世界大战期间，海上航运业遭受重创，海上战争不断，风险巨大，而且当时中华民国和德国为敌对国，陈顺庆仍冒险将中国海员不远万里送回家乡。1962年，陈顺庆将水手馆发展成为规模更大的“中华海员之家”。
1943年3月12日，陈名豪出生于浙江省宁波市。1957年，经政府批准由宁波赴联邦德国的汉堡市，接手家族事业，不久加入德国国籍。陈名豪先后担任德国轮船公司董事长，中华海员之家理事长，中华会馆副理事长（第一任理事长为陈纪林）、理事长，旅德宁波同乡会会长等职，并成为德国华人侨领。